# Медвяная падь

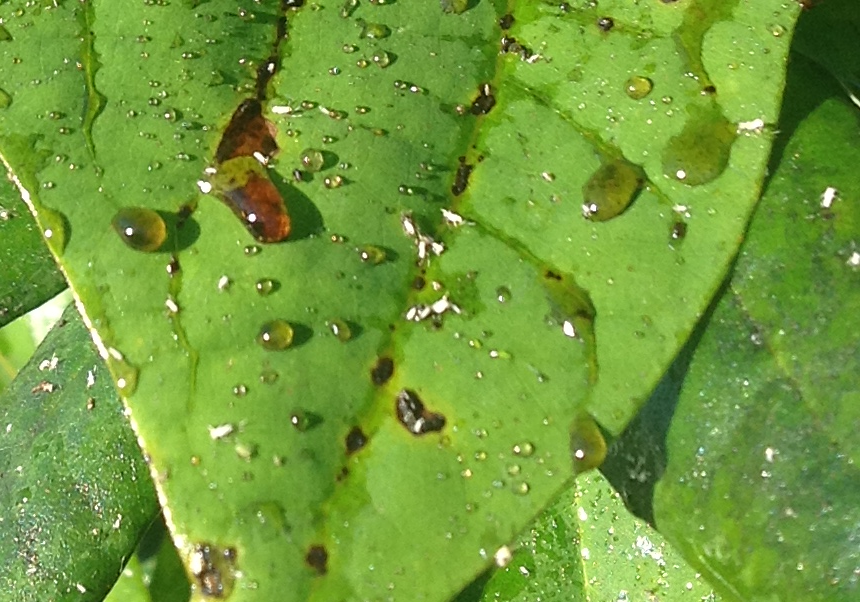
Медвяная падь на листе

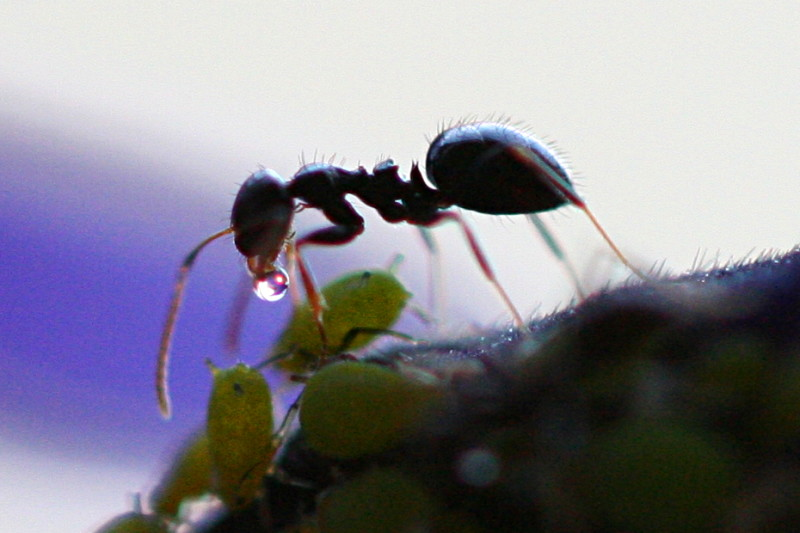
«Падь» как причина для симбиоза: тля производит «падь» для муравьёв, которые охраняют тлей от врагов

Медвяная падь, или падь, — сладкая жидкость, выделяемая тлями, червецами и другими насекомыми, питающимися соком растений. Появляется на листьях деревьев и кустарников, иногда мельчайшими каплями падает на землю.
Она содержит в своём составе большое количество декстрина, камеди и некоторых видов сахара, значительно отличающихся от тростникового сахара (например, маннит, мелитоза).

## В пчеловодстве
Пчёлы, кроме нектара, иногда собирают с растений падь. В результате переработки пчелами пади и медвяной росы получается падевый мёд. В среднем он содержит 37 % фруктозы, 31 % глюкозы, 1—16 % сахарозы, 3 % белка, 11 % декстринов.
Потребление пчёлами падевого мёда во время зимовки может вызывать расстройства пищеварения — так называемый падевый токсикоз.